# Buntine
Buntine is een plaats in de regio Wheatbelt in West-Australië. Het ligt langs de Great Northern Highway, 300 kilometer ten noordnoordoosten van Perth, 272 kilometer ten zuidoosten van Geraldton en 36 kilometer ten noorden van Dalwallinu.

## Geschiedenis
De oorspronkelijke bewoners van de streek ten tijde van de Europese kolonisatie waren Aborigines van verscheidene stammen.
Buntine ontstond als een nevenspoor langs de spoorweg tussen Mullewa en Wongan Hills. Het werd in 1916 gesticht en vernoemd naar een nabijgelegen heuvel.

## 21e eeuw
Buntine maakt deel uit van het landbouwdistrict Shire of Dalwallinu. Het plaatsje heeft een sportcentrum met een bowling-, badminton-, tennis- en basketbalveld, en een gemeenschapshuis, de 'Buntine Hall'.
In 2021 telde Buntine 51 inwoners.

## Toerisme
Buntine Rocks is een granieten ontsluiting vanwaar men een panoramisch uitzicht heeft over het landbouwgebied in het westen en de 'bush' in het oosten. Naast de ontsluiting is een natuurreservaat gelegen, het Buntine Nature Reserve, waar meer dan 400 planten- en dierensoorten werden waargenomen. In de lente kan men er een grote verscheidenheid aan wilde bloemen aanschouwen. Er is een gratis camping zonder faciliteiten.
De Wildflower Way loopt langs 'Bultine Rocks', een toeristische autoroute uitgestippeld om wilde bloemen te bekijken.

## Klimaat
Buntine kent een warm steppeklimaat, BSh volgens de klimaatclassificatie van Köppen.

## Transport
Buntine ligt langs Mullewa-Wubin Road, op 15 kilometer van de Great Northern Highway.

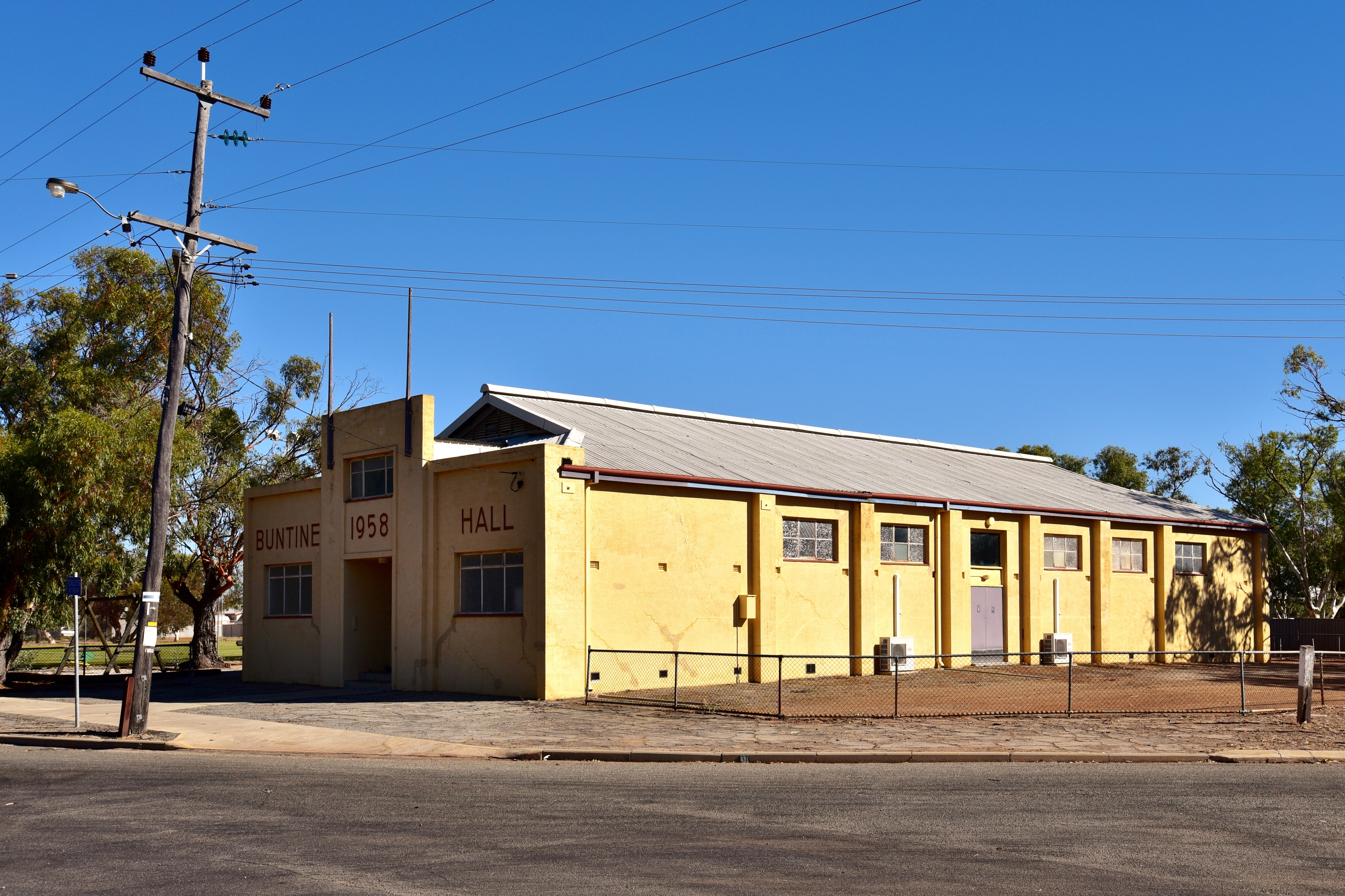
'Buntine Hall'

Aldersyde · Amery · Ardath · Arthur River · Baandee · Babakin · Badgingarra · Badjaling · Bailup · Bakers Hill · Balkuling · Ballaying · Ballidu · Beacon · Beenong · Beermullah · Bejoording · Belka · Bencubbin · Bendering · Benjaberring · Beverley · Bilbarin · Bindi Bindi · Bindoon · Bodallin · Bolgart · Bonnie Rock · Boolading · Booraan · Brookton · Bruce Rock · Bullaring · Bullfinch · Bulyee · Bungulla · Buntine · Burakin · Burracoppin · Cadoux · Calingiri · Campion · Caraban · Carrabin · Cataby · Cervantes · Chandler · Chittering · Clackline · Cold Harbour · Congelin · Coomberdale · Copley · Corrigin · Cowcowing · Crossman · Cuballing · Culbin · Cunderdin · Dalwallinu · Dandaragan · Dangin · Darkan · Dattening · Dongolocking · Doodlakine · Dowerin · Dudinin · Dumbleyung · Duranillin · Dwarda · Ejanding · Elabbin · Erikin · Gabbin · Gingin · Goomalling ·  Grass Valley · Greenhills · Guilderton · Gwambygine · Harrismith · Highbury · Hines Hill · Holt Rock · Hyden · Jelcobine · Jennacubbine · Jennapullin · Jitarning · Jurien Bay · Kalannie · Karlgarin · Kellerberrin · Kondinin · Kondut · Koojan · Koolyanobbing · Koorda · Korbel · Korrelocking · Kukerin · Kulin · Kulja · Kulyaling · Kunjin · Kununoppin · Kweda · Kwelkan · Kwolyin · Lancelin · Lake Brown · Lake Grace · Lake King · Ledge Point · Manmanning · Marvel Loch · Meckering · Meenaar · Merredin · Miling · Minnivale · Mogumber · Mokine · Moodiarrup · Mooliabeenee · Moora · Moorine Rock · Moorumbine · Moulyinning · Mount Hardey · Mount Kokeby · Mount Walker · Muchea · Mukinbudin · Muntadgin · Nalya · Nangeenan · Narembeen · Narrogin · New Norcia · Newdegate · Nilgen · Nokaning · North Bannister · Northam · Nukarni · Nungarin · Pantapin · Piawaning · Piesseville · Pingaring · Pingelly · Pithara · Popanyinning · Quairading · Quindanning · Regans Ford · Seabird · Shackleton · Southern Cross · Spencers Brook · Tammin · Tincurrin · Toodyay · Trayning · Varley · Wagin · Walebing · Walgoolan · Wandering · Wannamal · Watheroo · Welbungin · West Dale · West Toodyay · Westonia · Wialki · Wickepin · Wilbinga · Williams · Wongan Hills · Woodridge · Wubin · Wundowie · Wyalkatchem · Yealering · Yelbeni · Yellowdine · Yilliminning · Yerecoin · York · Yorkrakine · Yornaning · Yoting · Youndegin